# Nesselwang

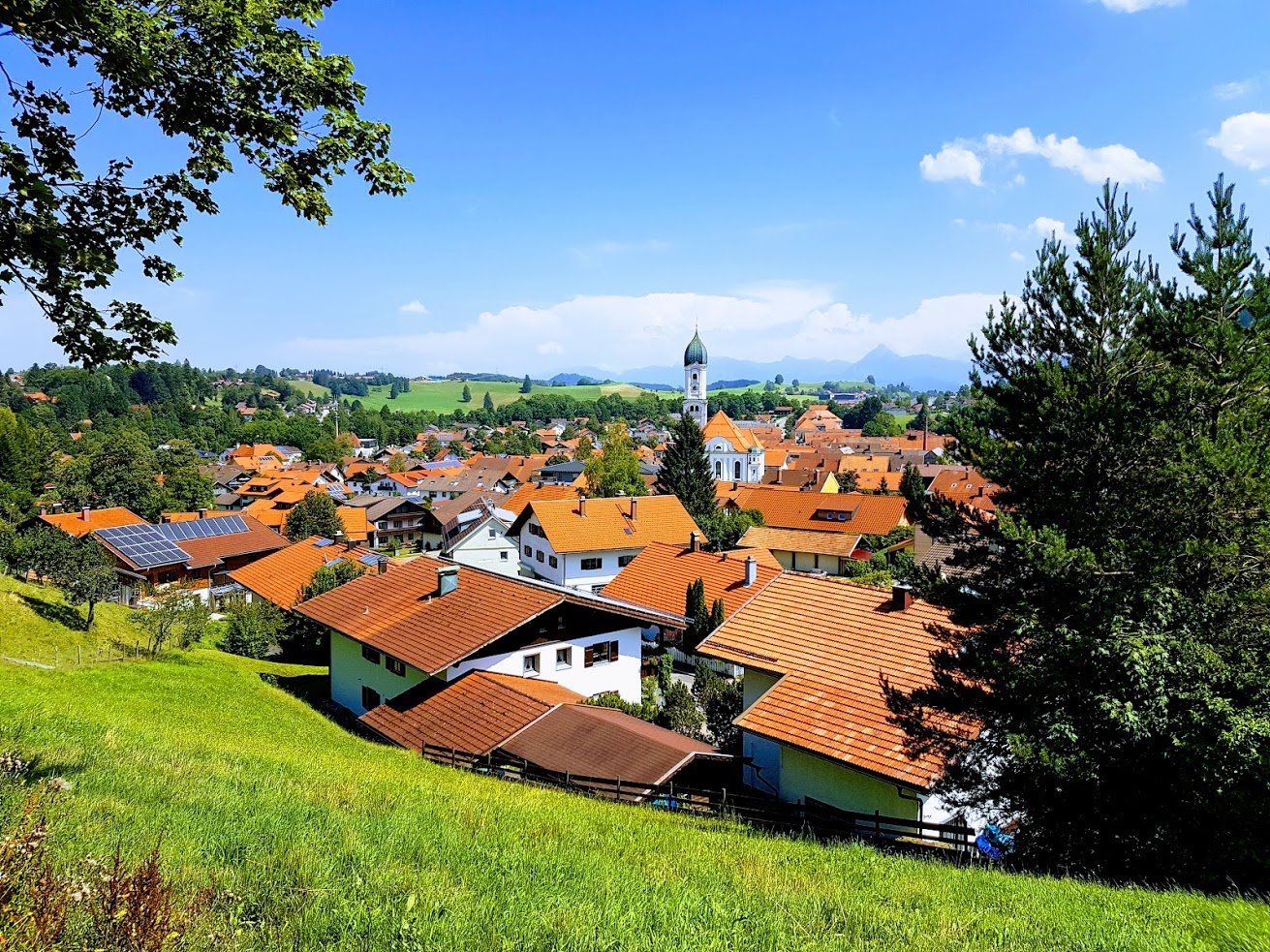
Nesselwang, Blick von der B 309 aus westlicher Richtung (Sommer 2017)

Nesselwang ist ein Markt im bayerisch-schwäbischen Landkreis Ostallgäu. Der gleichnamige Hauptort ist Sitz der Gemeindeverwaltung und ein staatlich anerkannter Luftkurort. Er ist durch Betriebe der Landwirtschaft, des Handels, des Handwerks und der Industrie und zahlreiche touristische Einrichtungen geprägt.

## Geografie

### Lage
Der Markt Nesselwang und die Gemeindeteile liegen auf rund 900 m ü. NHN am Fuße von Alpspitz (1575 m ü. NHN) und Edelsberg (1630 m ü. NHN) in der Nähe der oberen Wertach und des Grüntensees zentral im Allgäu im Südwesten Bayerns. Die Fläche beträgt 29,5 km². Die Städte Kempten (Allgäu), Füssen, Marktoberdorf und die österreichische Grenze zum Tannheimer Tal sind jeweils ca. 20 km entfernt, ebenso die berühmten Sehenswürdigkeiten der Region wie das Schloss Neuschwanstein und Hohenschwangau.

### Gemeindeteile
Es gibt 17 Gemeindeteile (in Klammern ist der Siedlungstyp angegeben):
- Attlesee (Dorf)
- Bayerstetten (Dorf)
- Gschwend (Dorf)
- Hammerschmiede (Weiler)
- Hertingen (Dorf)
- Hörich (Weiler)
- Lachen (Dorf)
- Nesselwang (Hauptort)
- Niederhöfen (Dorf)
- Reichenbach (Dorf)
- Rindegg (Dorf)
- Schicken (Weiler)
- Schneidbach (Dorf)
- Thal (Dorf)
- Voglen (Weiler)
- Wank (Dorf)
- Widdumhof (Einöde)

Es bestehen die beiden Gemarkungen Nesselwang und Schneidbach.

## Geschichte

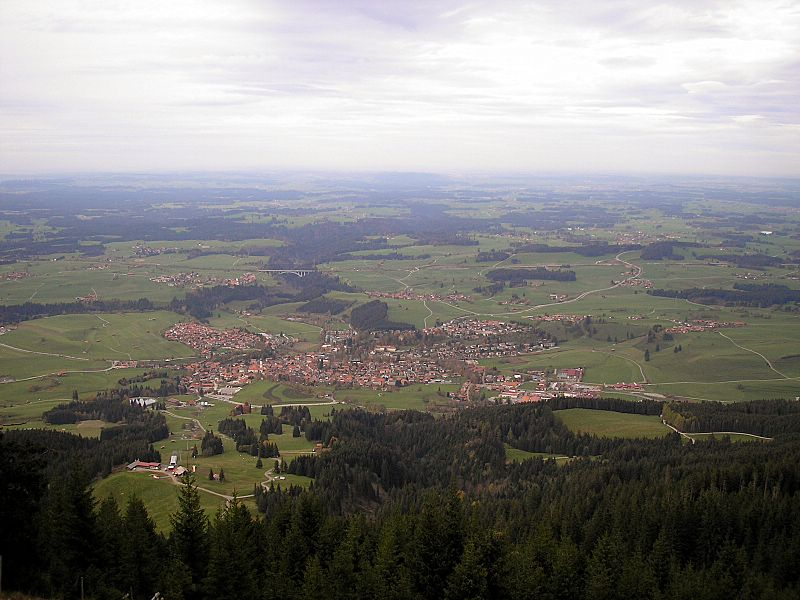
Gesamtansicht von der Alpspitz

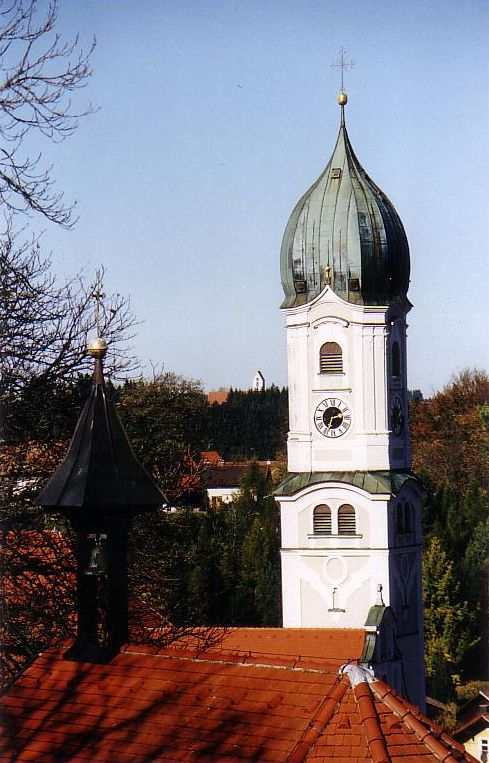
Zinkenbichlkapelle und Pfarrkirche St. Andreas in Nesselwang, November 2001

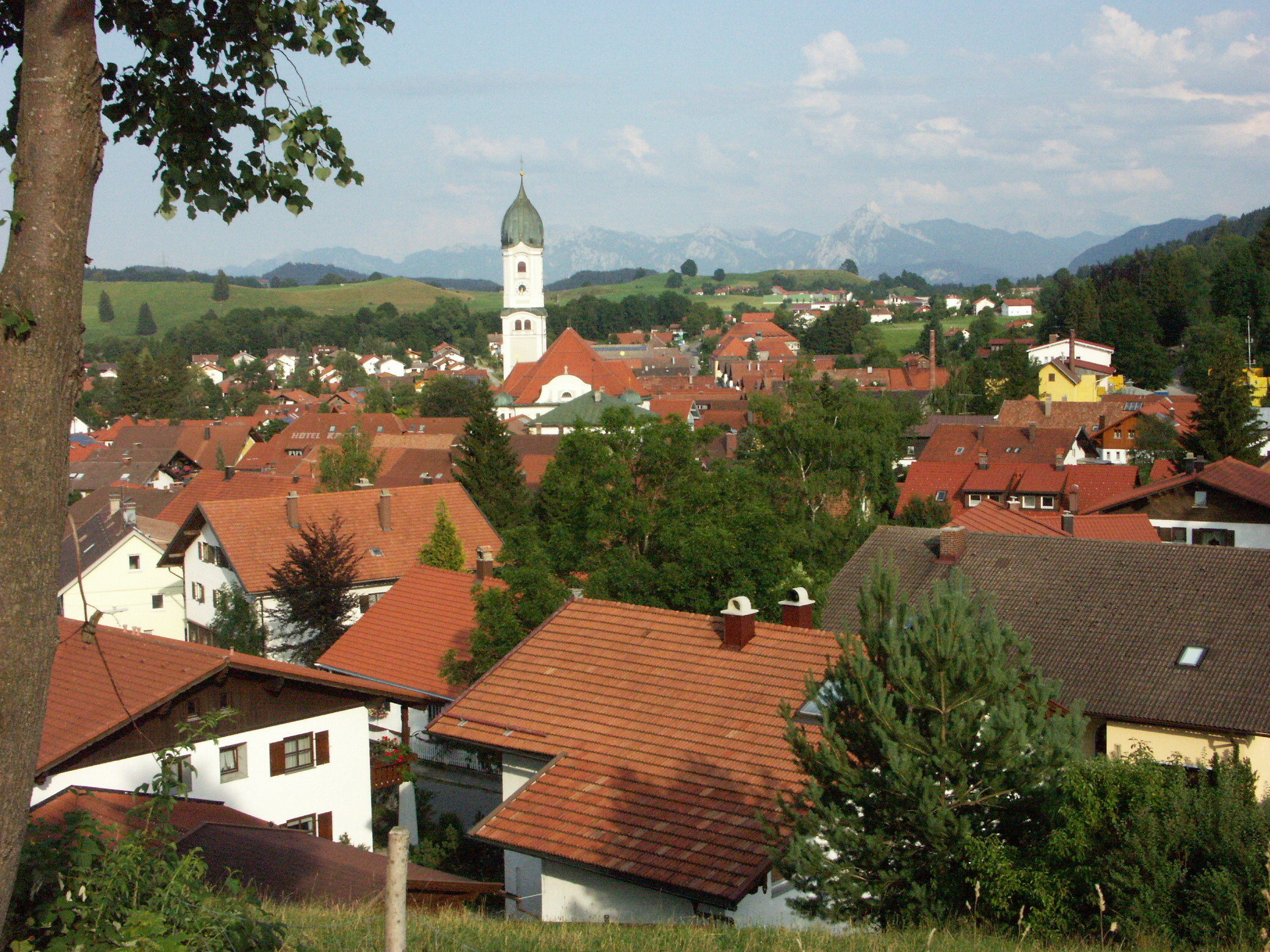
Nesselwang 2006

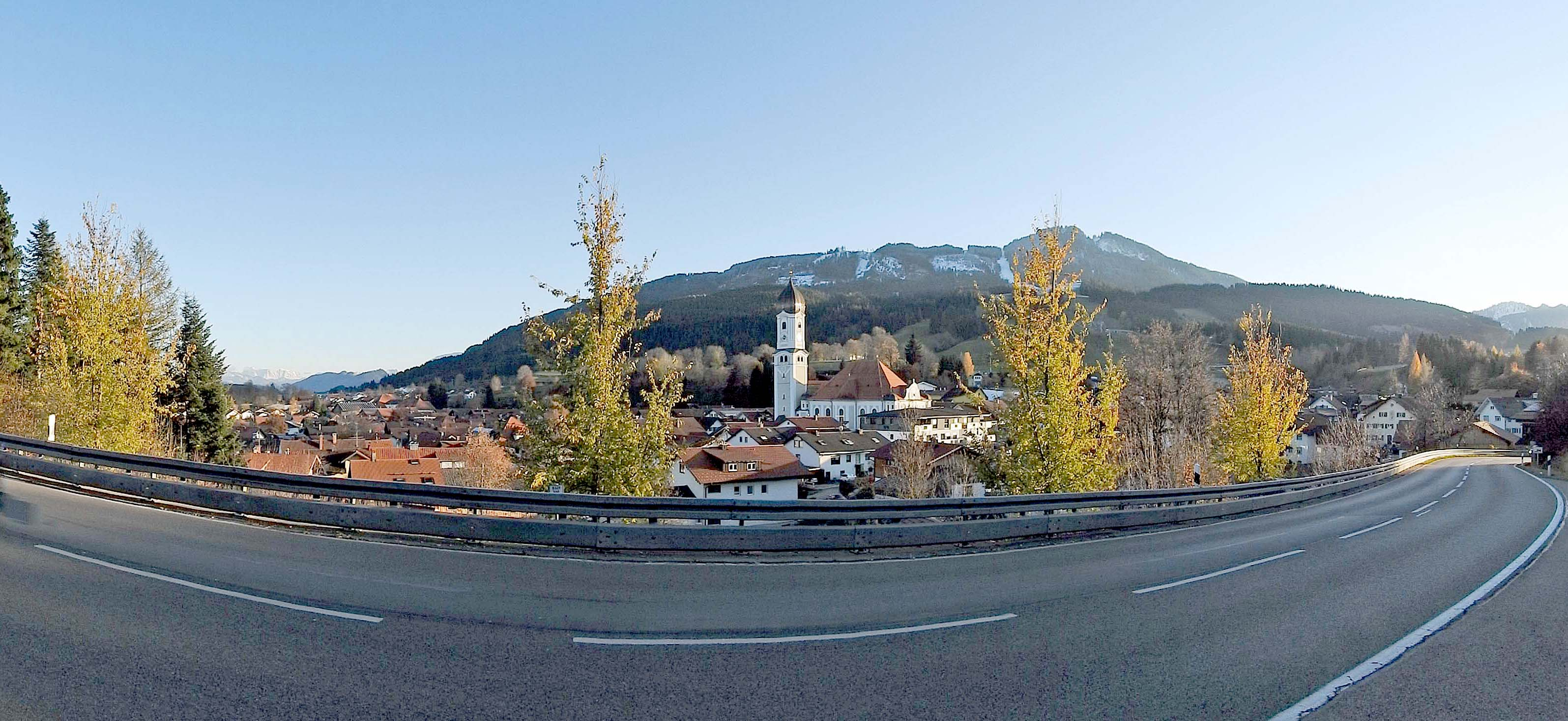
Nesselwang von Norden - Kemptener Straße mit Alpspitz und Edelsberg

### Bis zum 19. Jahrhundert
In den Jahren 16/15 v. Chr. begannen Tiberius und Drusus, die Stiefsöhne des römischen Kaisers Augustus, mit der Eroberung des Alpenvorlandes bis zur Donau. Seit etwa 500 v. Chr. war dieses Gebiet von Kelten besiedelt. Eine Hauptverkehrsader wurde für die Römer die Via Claudia, die 46/47 n. Chr. angelegt wurde. Diese römische Heeresstraße führte von Verona über den Reschenpass, Fernpass, Reutte in Tirol, vorbei an Füssen weiter nach Augsburg. Bei Vils wurde eine Verbindungsstraße angelegt, die durch das spätere Siedlungsgebiet von Nesselwang und weiter in das römische Cambodunum, das heutige Kempten (Allgäu), führte. Die letzten Römer zogen sich aus dem Gebiet des heutigen Bayern in den Jahren 487/488 zurück.
Um die Mitte des 8. Jahrhunderts kam der Wandermönch Magnus zur Bekehrung der heidnischen Alemannen durch Nesselwanger Gebiet; er soll dort eine Bet-Zelle errichtet haben. Politisch gehörte Nesselwang mit seinem Umland zu dieser Zeit zum ostfränkischen Herrschaftsgebiet. Der Ort wurde Mittelpunkt eines Verwaltungsbezirkes, zu dem auch ein Königshof gehörte.
Einen der entscheidenden Einschnitte seiner Geschichte hatte Nesselwang in den Jahren 1310 bis 1313. Zum Erwerb der Kaiserkrone plante König Heinrich VII. einen Italienzug, der im Jahre 1310 begann. Um dieses Unternehmen finanzieren zu können, mussten die Herrschaftsrechte zwischen Füssen und Nesselwang dem Bischof von Augsburg verpfändet werden. König Heinrich wurde zwar zum Kaiser gekrönt, starb jedoch 1313 in der Nähe von Siena. So kam es, dass dieses Reichspfand nie mehr eingelöst wurde. Bis zur Säkularisation blieb Nesselwang beim Hochstift Augsburg.
Die Augsburger Bischöfe waren während dieser Zeit in und um Nesselwang die Landesherren. Die möglicherweise im 11. Jahrhundert erbaute Nesselburg und die Herrschaft Nesselwang erhielten zunächst die Freiherren von Rettenberg als Lehen. Nach mehrmaligem Wechsel übernahmen die Bischöfe 1425 Nesselwang in eigener Verwaltung und setzten einen Vogt auf der Nesselburg ein. Da diese 1595 abbrannte, kaufte die bischöfliche Regierung 1601 im Ort ein Amtshaus (1976 abgebrochen).
Im 18. Jahrhundert bezeichnete der Tiroler Kartograph Peter Anich den Ort als Groß Nesselwang, zur Unterscheidung von Nesselwängle in den Tannheimer Bergen, das er Klein Nesselwang nannte.
1429 erhielt Nesselwang von König Sigismund, einem Sohn Karls IV., das Recht, alle Jahre einen fünftägigen Jahrmarkt und jede Woche einen Wochenmarkt abzuhalten. Mit diesem Marktrecht war ein Schutzrecht für die Marktbesucher und Händler verbunden. Ausschlaggebend für die Marktrechtsverleihung waren hauptsächlich wirtschaftliche Motive des bischöflichen Landesherren, da er eine ansehnliche Summe an Marktsteuern und Zöllen kassieren konnte.
Durch seine Lage an einer wichtigen Durchgangsstraße litt Nesselwang zwangsläufig unter fast allen großen Kriegen der Neuzeit, mit Ausnahme der beiden Weltkriege. Im Reichsdeputationshauptschluss von 1803 kam Nesselwang wie fast das gesamte Allgäu zum Königreich Bayern und gehört seit 1837 zum Regierungsbezirk Schwaben.

### 20. Jahrhundert
In den Jahren um 1920 wurde im Gebiet um Nesselwang Kohle gefördert.
Nach dem Zweiten Weltkrieg setzte die Entwicklung des Tourismus in der Gemeinde ein.

### Einwohnerentwicklung
Die nachfolgenden Zahlen beziehen sich auf den Gebietsstand vom 25. Mai 1987.
| Jahr      | 1840 | 1900 | 1939 | 1950 | 1961 | 1970 | 1987 | 1991 | 1995 | 2000 | 2005 | 2010 | 2015 | 2020 | 2023 |
| Einwohner | 1641 | 1652 | 1996 | 3090 | 2857 | 2765 | 3068 | 3624 | 3478 | 3561 | 3518 | 3487 | 3541 | 3831 | 3845 |

Von 1988 bis 2008 wuchs Nesselwang um 391 Einwohner bzw. ca. 13 %. Zwischen 1988 und 2018 wuchs die Gemeinde von 3118 auf 3654 um 536 Einwohner bzw. um 17,2 %.

## Politik

### Marktgemeinderat
Der Marktgemeinderat hat 16 Mitglieder. Im Marktgemeinderat sind nach der Kommunalwahl vom 15. März 2020 folgende Fraktionen vertreten:
| CSU     | FW      | SPD     | Miteinand für Nesselwang |
| ------- | ------- | ------- | ------------------------ |
| 6 Sitze | 6 Sitze | 2 Sitze | 2 Sitze                  |
| 38,30 % | 34,72 % | 13,22 % | 13,77 %                  |

### Bürgermeister
Seit 1. Mai 2020 ist Pirmin Joas (CSU) Erster Bürgermeister; dieser wurde am 15. März 2020 mit 59,8 % der Stimmen gewählt. Sein Vorgänger war von Mai 2008 bis April 2020 Franz Erhart (CSU).

### Wappen
| Wappen von Nesselwang | Blasonierung: „Gespalten von Rot und Silber; darauf drei aus einem goldenen Dreiberg wachsende grüne Nesselzweige.“ |
| Wappen von Nesselwang | Wappenbegründung: Nesselwang erhielt 1582 ein eigenes Ortswappen. Es zeigt die hochstiftischen Farben rot und weiß, drei auf den Ortsnamen bezugnehmende Nesseln, sowie den Dreiberg, einen Hinweis auf die Rettenberger, die einstigen Lehnsherren. Ausschlaggebend war nun, dass die Verleihung des Ortswappens mit der Verleihung eines Siegels verbunden war. Es ging den Nesselwangern also hauptsächlich um das Siegelgeld, um zusätzliche Einkünfte, die sie für Besiegelungen erhielten. Heute werden diese Arbeiten normalerweise von Notaren verrichtet. |

## Kultur und Sehenswürdigkeiten

### Museen

#### Heimathaus

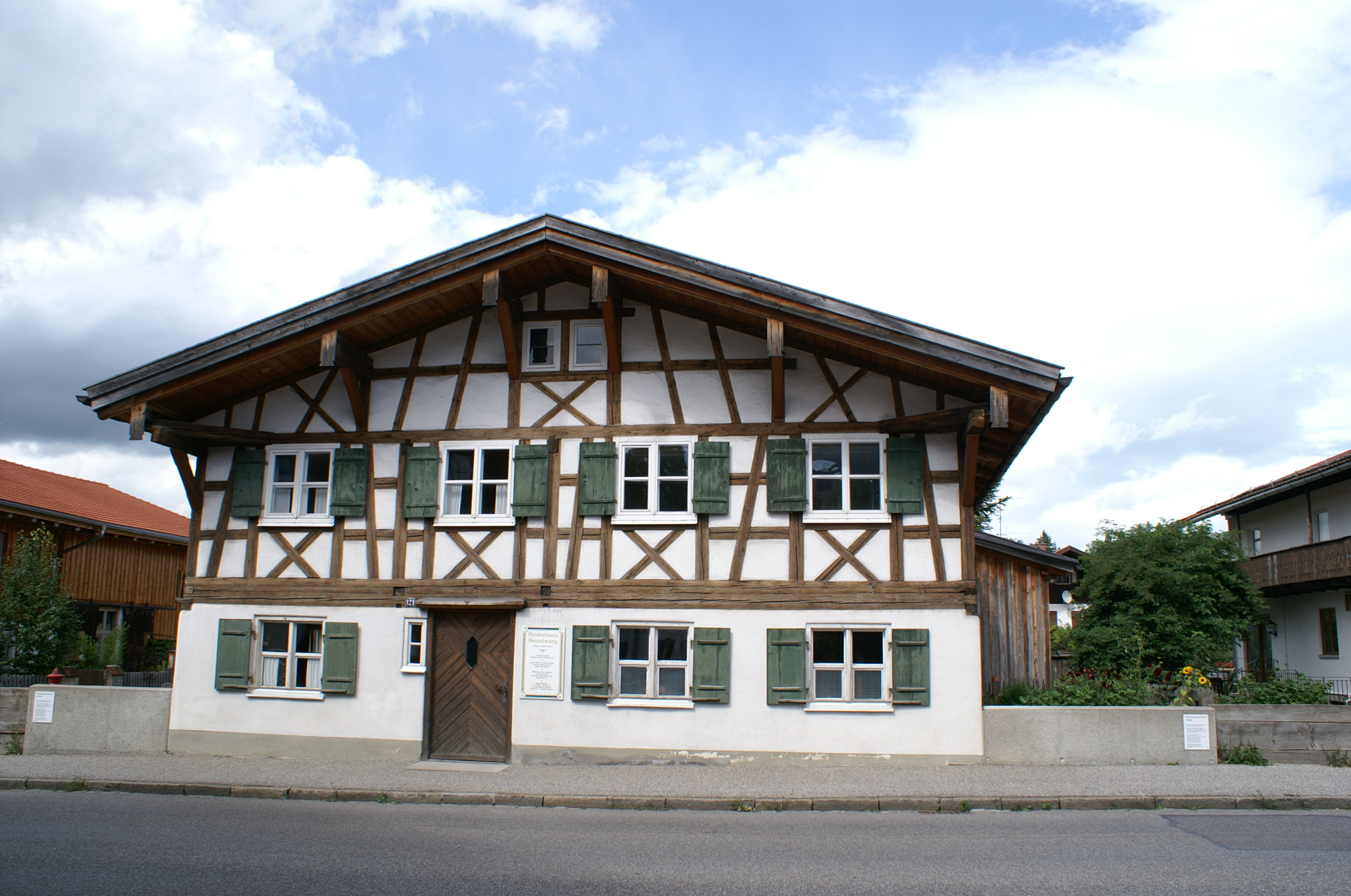
Heimathaus in Nesselwang

Das Nesselwanger Heimathaus „Beim Glaser“ in der Füssener Straße ist ein altes Fachwerkhaus (Baujahr 1807), das weitgehend mit Originalmobiliar ausgestattet ist (Stube, Kammern, Glaserwerkstatt, landwirtschaftliche Sölde, Austragskammer und mehr). Im Dachboden befindet sich die Ausstellung einer Schreiner- und Schusterwerkstatt. Stall und Tenne sind für Land-, Alp- und Forstwirtschaft reserviert. Der Themenbereich Stall wurde in jüngster Zeit fertiggestellt. Das Heimathaus ist mit viel persönlichem Einsatz und Engagement von Nesselwanger Bürgern entstanden und wird von maßgebender Seite fachlich betreut.

#### Skimuseum
Mit der Ausstellung Skigeschichte Nesselwang im Skimuseum setzt das Allgäuer Bergdorf seinen Spitzensportlern ein Denkmal. Schon lange vor dem mehrfachen Biathlon-Olympiasieger und Weltmeister Michael Greis war es Franz Keller, der in der Nordischen Kombination mit Olympiagold und einer silbernen WM-Medaille die Bekanntheit seiner Heimatgemeinde steigerte. Insgesamt nahm bisher rund ein Dutzend Nesselwanger an Weltmeisterschaften und Olympischen Spielen teil. Neben diesen Wintersportlern kehrten andere Spitzenathleten mit vielen nationalen Meistertiteln zurück. In der Ausstellung, die von der Nesselwanger Sportreporter-Legende Bruno Moravetz („Wo ist Behle?“) angeregt wurde, zeigen sie ihre Trophäen, ihre zum Teil historischen Sportgeräte und viele Fotos aus den Gründerjahren des Skisports. In der Kollektion von Biathlongewehren ist auch die Ausrüstung von Michael Greis vertreten.

#### Ostereiermuseum
Etwa 2.700 Eier in den verschiedensten Größen, Farben und Verzierungen finden sich in den Vitrinen des Ostereiermuseums unter Leitung von Monica Nusser.

### Kirchen
Die Pfarrkirche St. Andreas im neubarocken Stil wurde von 1904 bis 1906 wegen Baufälligkeit und der geringen Größe neu errichtet. Die Ausstattung wurde im Stil des Neurokoko geschaffen. Auf halber Berghöhe steht an einer Lichtung die berühmteste Marienwallfahrtskirche des Allgäus, Maria Trost, mit ihrer reichen barocken Innenausstattung. Sie ist in der Einsiedelei des Freiherrn Rudolf von Grimming 1725 erbaut worden, der dort ein Gnadenbild der Muttergottes unter einem Bildstock aufstellte. Das Bild hatte einen Brand unversehrt überstanden und zog zahlreiche Pilger auf den Berg. Heute umgibt ein barocker Hochaltar mit lichten Rokokoelementen die Kopie des Gemäldes. Die Linde auf der Lichtung ist über 350 Jahre alt. Die Kirche ist zu Fuß über den Kreuzweg oder über eine Mautstraße erreichbar. Jedes Jahr im Mai findet traditionell die Trachtenwallfahrt des Allgäuer Gauverbandes nach Maria Trost statt.

### Freizeit- und Sportanlagen
- Alpspitzbahn Nesselwang
- Alpspitz-Bade-Center
- Trendsportzentrum
- Minigolfbahn
- Abenteuerspielplatz im Kurpark
- Spielehaus im Feriendorf Reichenbach

### Regelmäßige Veranstaltungen
- Die traditionelle Trachtenwallfahrt des Allgäuer Gauverbandes findet jedes Jahr Mitte Mai zur Kirche Maria Trost auf halber Berghöhe der Alpspitze statt.
- Der E+H Wetzer Firmen- und Familienlauf im Juni ist eine Laufveranstaltung für Firmenmitarbeiter und Privatpersonen.
- In den Sommermonaten Juli und August treten jeden Mittwoch die einzelnen Gruppen des Trachtenvereins Alpspitzler mit traditioneller Musik und Tanz auf dem Waldfestplatz auf.
- Beim alljährlichen „Viehscheid“ (Almabtrieb) werden immer am 16. September die Jungrinder, die den Sommer auf den Bergalpen verbrachten, feierlich und mit Blumen geschmückt an ihre Eigentümer zurückgegeben. Der Viehscheid wird von einem mehrtägigen Fest unterhalb der Alpspitzbahn begleitet.

### Einmalige Veranstaltungen
In Nesselwang fanden vom 23. Februar bis 2. März 2013 die ersten Alpinen Skiweltmeisterschaften der Gehörlosen statt. Die Schirmherrschaft hatten die frühere Erfolgs-Skirennläuferin Irene Epple-Waigel und der ehemalige Bundesfinanzminister Theodor Waigel übernommen.

### Bodendenkmäler

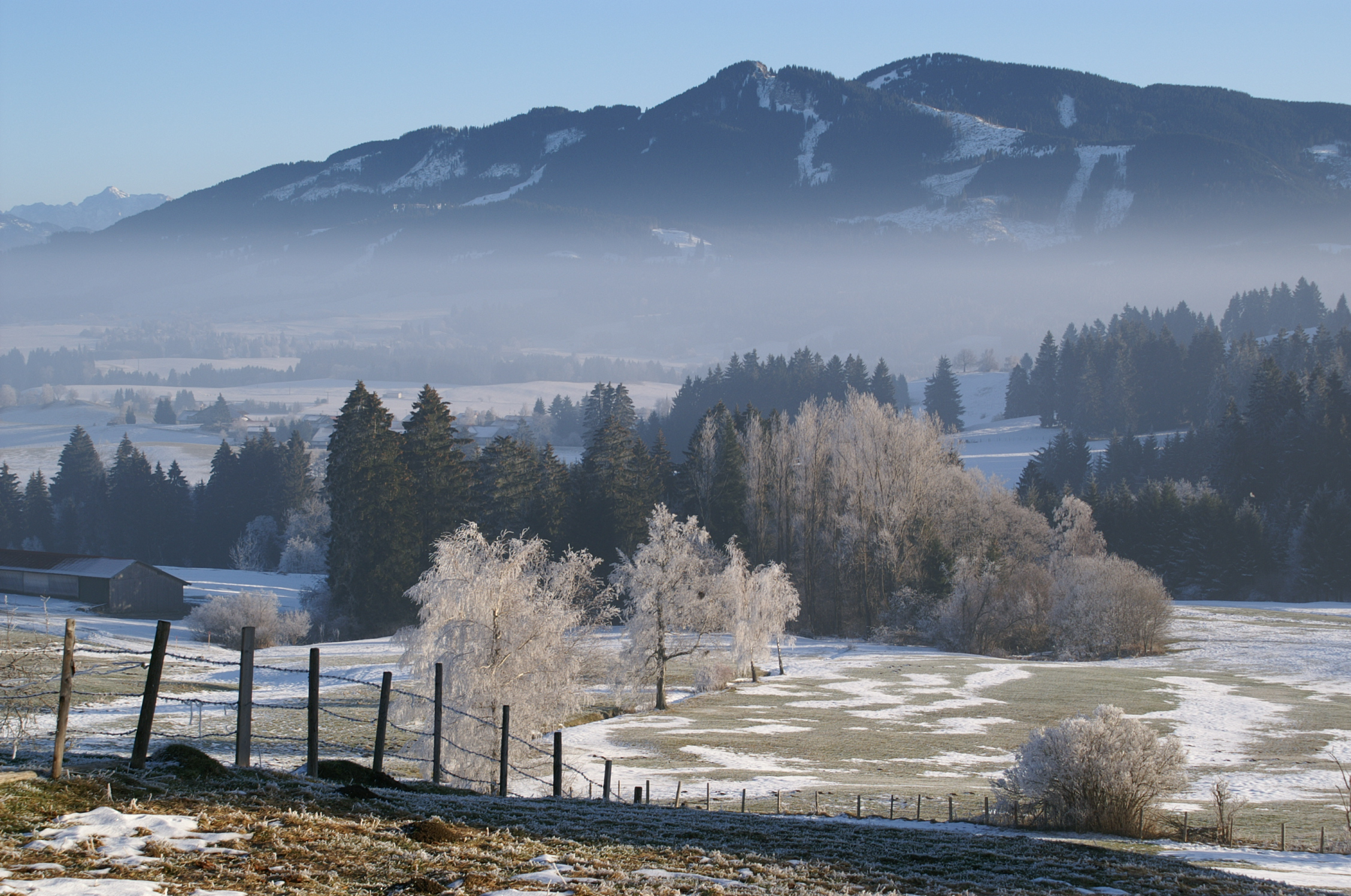
Alpspitze und Edelsberg
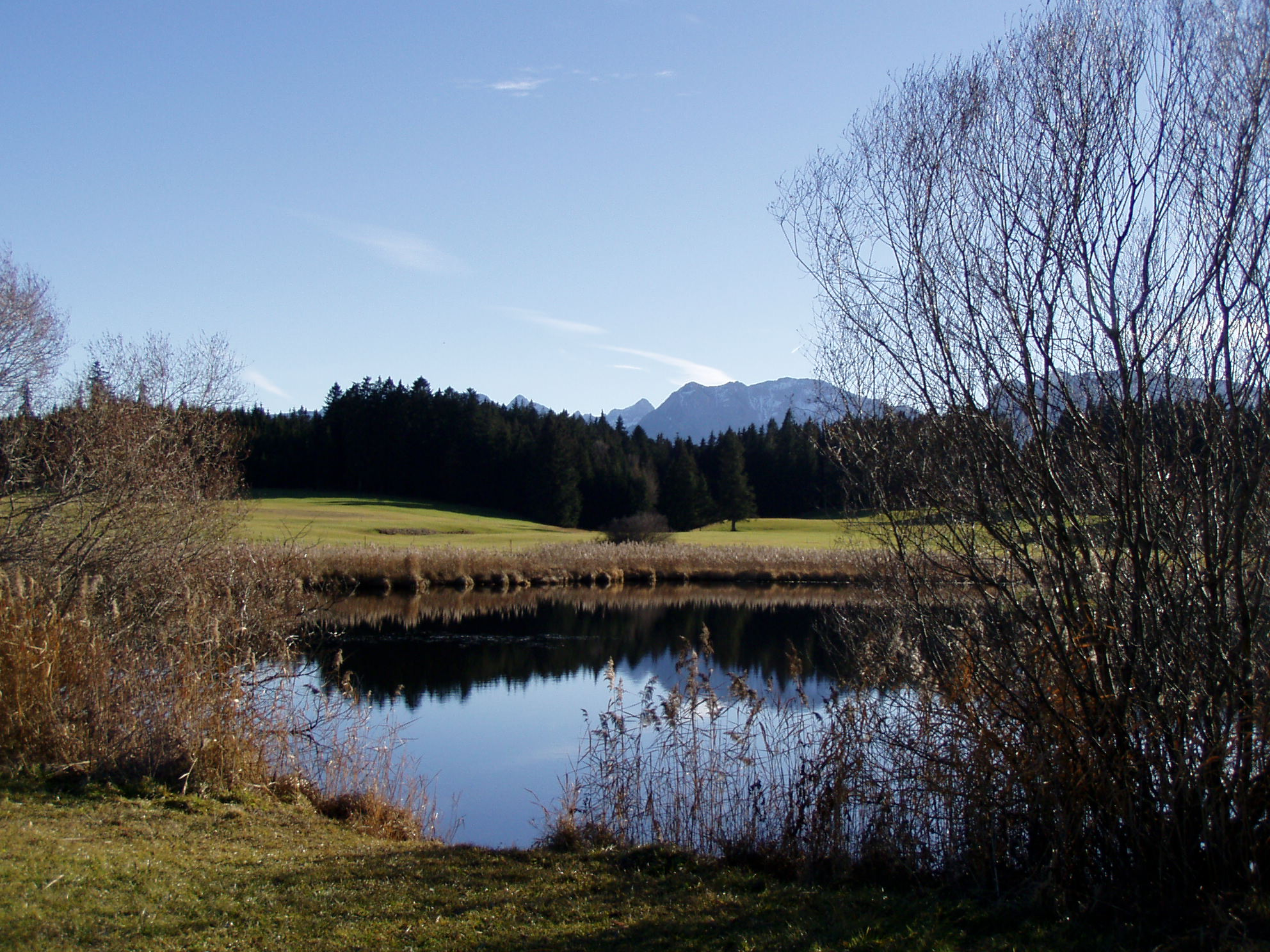
Attlesee
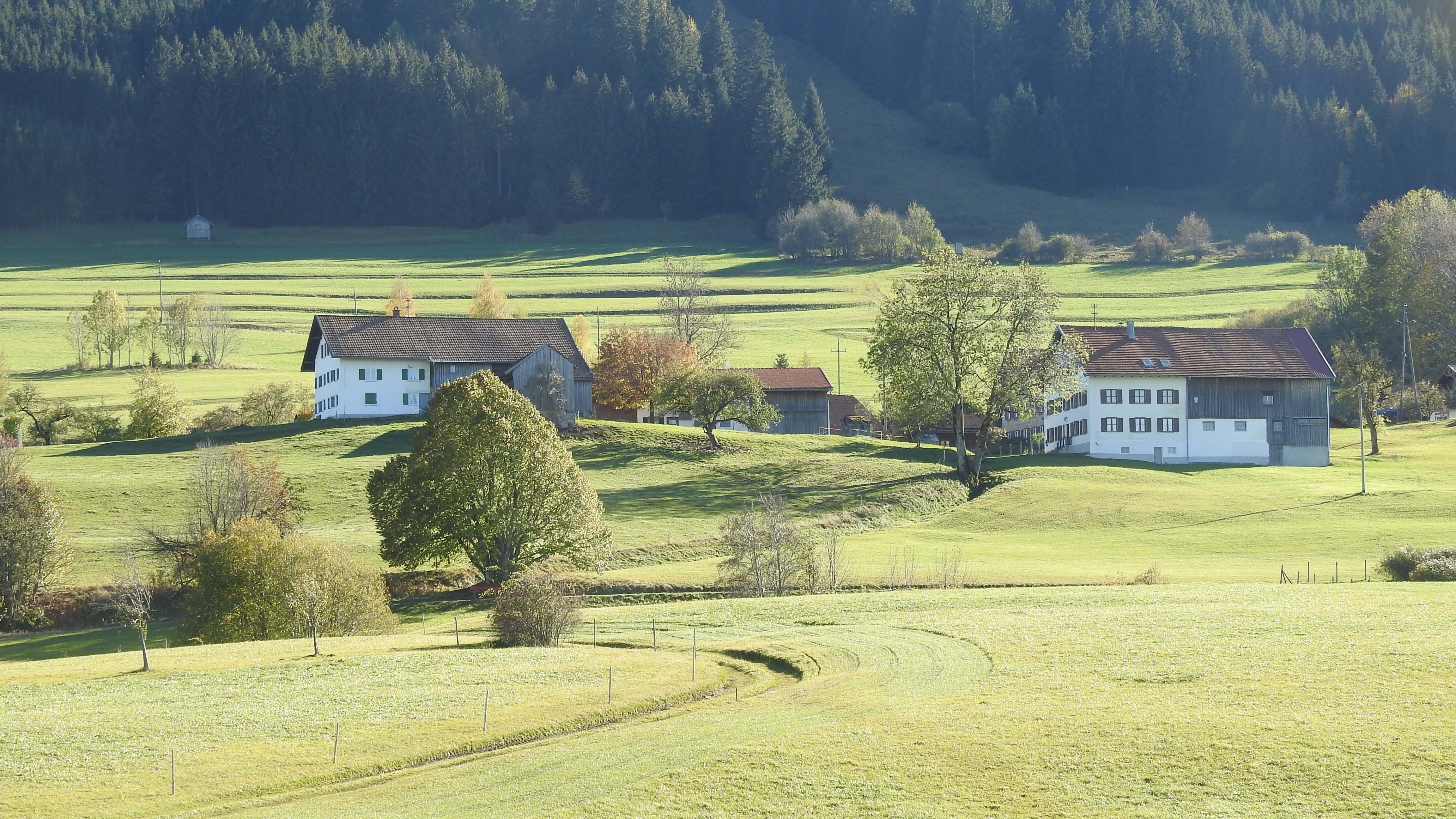
Bayerstetten
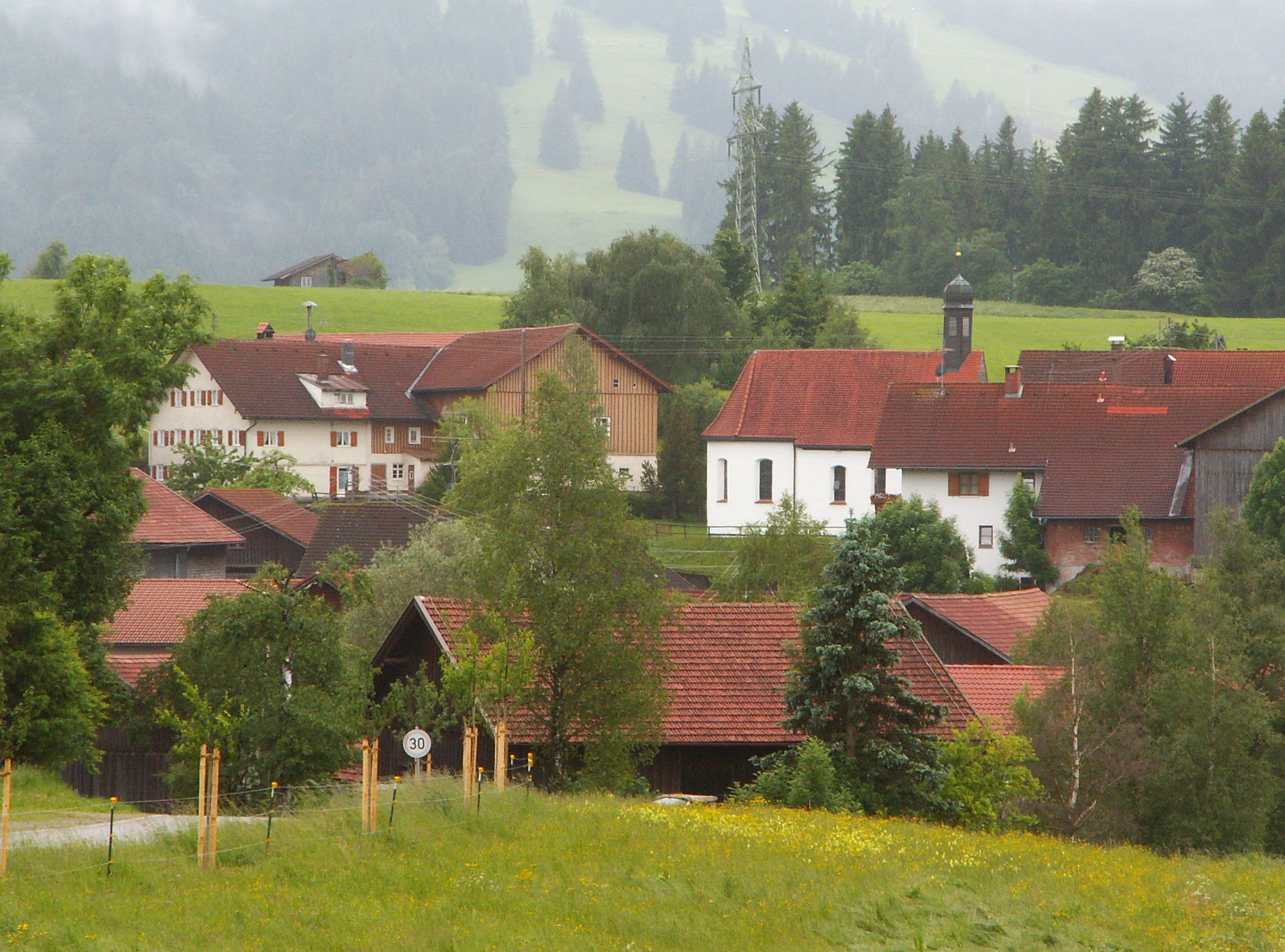
Schneidbach
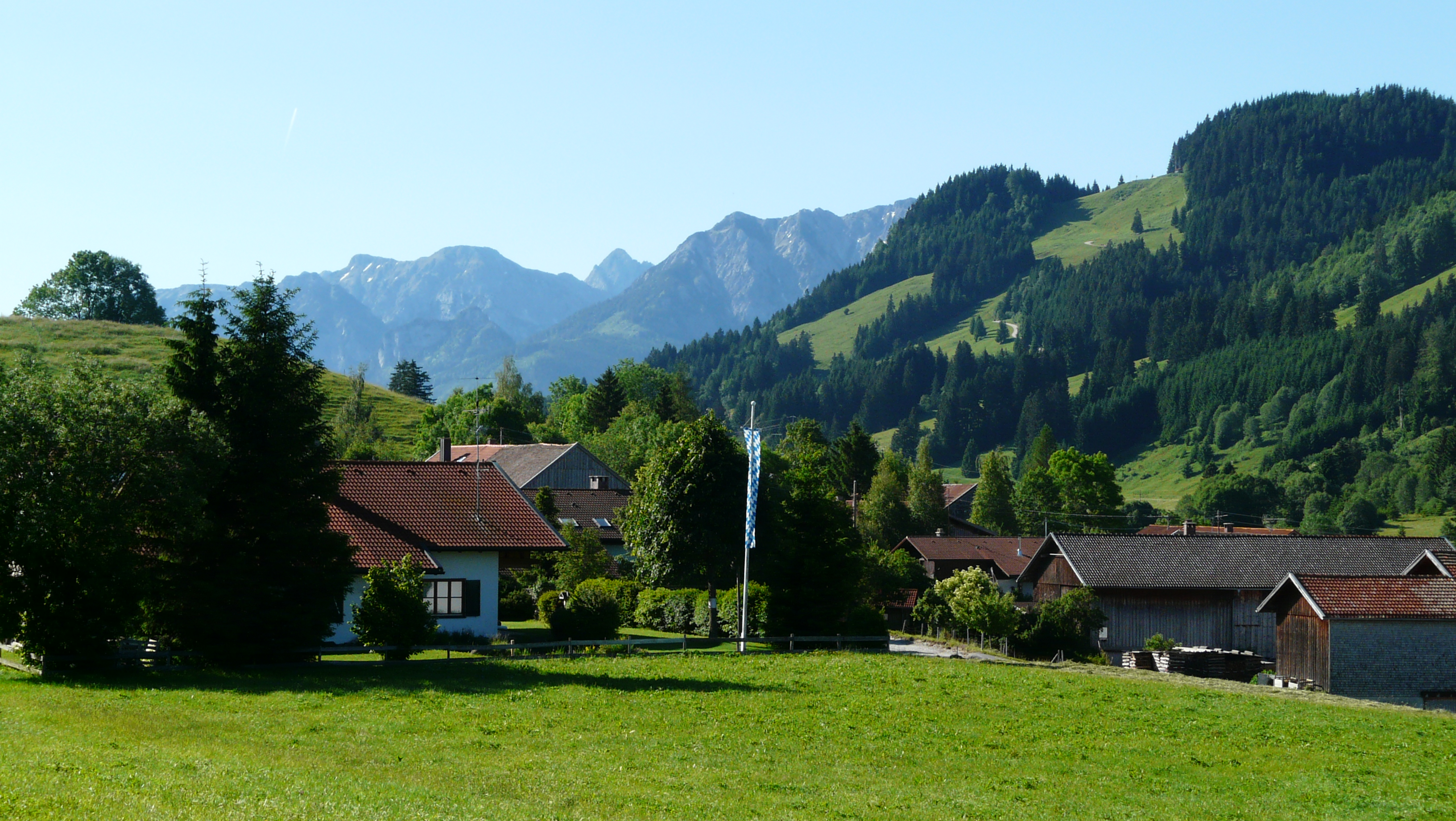
Wank

## Wirtschaft und Infrastruktur
Der Kurort zählte 2018 über 300.000 Übernachtungen. Neben dem Tourismus sind Gewerbe, Handel, Handwerk und Landwirtschaft weitere wichtige Säulen der lokalen Wirtschaft.

### Wasserversorgung
Der Markt versorgt seine Bürger mit Trinkwasser aus den Brunnen Mühlhalde nördlich des Hauptortes, geschützt durch ein ca. 29 ha großes Wasserschutzgebiet, und Attlesee mit einem ca. 10 ha großen Wasserschutzgebiet. Daneben gibt es die Wasserbeschaffungsverbände Schneidbach-Niederhöfen und Attlesee-Hack-Lachen sowie eine Reihe kleinerer Wasserversorger.

## Verkehr

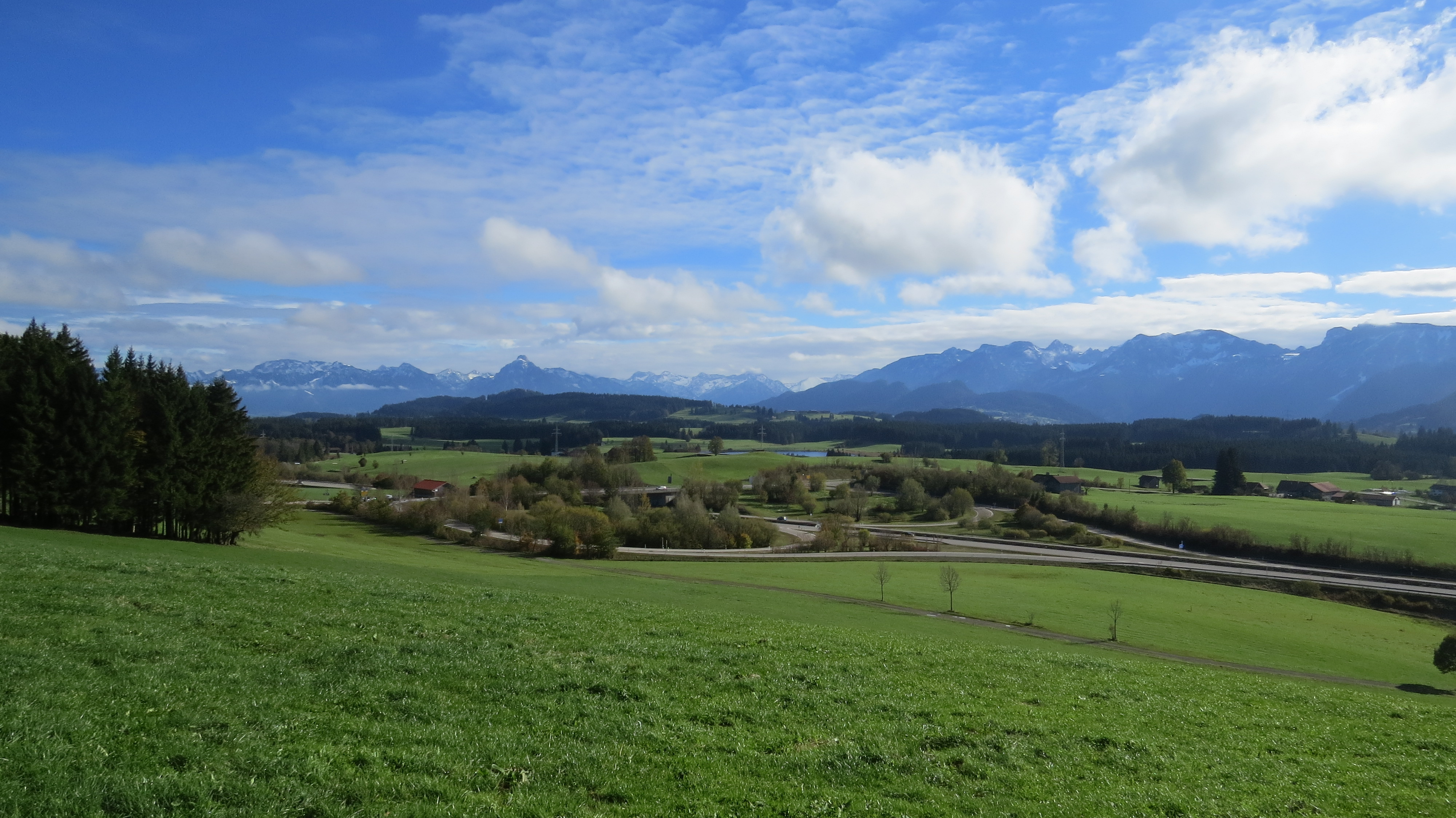
A 7 Anschlussstelle Nesselwang

Nesselwang liegt zentral im Allgäu und ist durch die Außerfernbahn, eine Eisenbahnstrecke, mit Kempten, dem österreichischen Reutte und mit Garmisch-Partenkirchen verbunden. Von Norden führt die längste Autobahn Deutschlands, die A 7, nach Nesselwang und weiter nach Füssen. Seit Bestehen der Autobahn ist das Verkehrsaufkommen auf der früheren B 309 (am 1. Januar 2016 herabgestuft zur Staatsstraße 2520) im Ort stark zurückgegangen. Der höchste Punkt aller Autobahnen in Deutschland liegt mit 914 m ü. NHN nahe der Anschlussstelle Nesselwang.
Seit Mai 2024 hält der DAV BergBus (Linie 996) Richtung Wieskirche und München-Pasing in Nesselwang an mehreren Haltestellen, u. a. am Bahnhof, in Niederhöfen und Lachen. Die Buslinie wird nur während der Sommersaison am Wochenende bedient und liegt komplett im Tarifgebiet des MVV.
Nesselwang liegt am Bodensee-Königssee-Radweg, welcher in Lindau beginnt und zum Königssee bei Berchtesgaden führt. Von Sonthofen führt er über Oy-Mittelberg und den Ortsteil Gschwend nach Nesselwang und weiter über den Ortsteil Hertingen und über Eisenberg nach Füssen.

## Persönlichkeiten

### Söhne und Töchter des Marktes
- Heinrich V. von Knöringen (1570–1646), Fürstbischof von Augsburg 1599–1646
- Maximilian von Lingg (1842–1930), Bischof von Augsburg 1902–1930
- Joseph Probst (1852–1899), Lehrer und Heimatforscher der Stadt Germersheim
- Hermann Wegscheider (1880–1941), Opfer des Nationalsozialismus, geboren in Wank
- Ludwig Böck (1902–1960), Skisportler
- Helmut Böck (* 1931), Skisportler
- Josef Ripfel (* 1938), schwedischer Radrennfahrer
- Herbert Hindelang (* 1940), Biathlet
- Franz Keller (* 1945), Skisportler
- Franz Betz (* 1952), Skilangläufer

### Personen mit Bezug zum Ort
- Sigmund Riefler (1847–1912), Physiker, Uhrmacher und Fabrikant
- Bruno Moravetz (1921–2013), Sportreporter
- Michael Greis (* 1976), Biathlet
- Philipp Nawrath (* 1993), Biathlet